# Andrei Jämsä
Andrei Jämsä, född 14 februari 1982, är en estländsk roddare.
Jämsä tävlade för Estland vid olympiska sommarspelen 2004 i Aten, där han slutade på 9:e plats i scullerfyra. Vid olympiska sommarspelen 2008 i Peking slutade Jämsä på 17:e plats i singelsculler. Vid olympiska sommarspelen 2012 i London slutade han på 4:e plats i scullerfyra.
Vid olympiska sommarspelen 2016 i Rio de Janeiro tog Jämsä silver i scullerfyra. Övriga i roddarlaget var Allar Raja, Tõnu Endrekson och Kaspar Taimsoo.